# Cargenbridge
 (septembre 2023).
Cargenbridge est un village situé dans le Dumfries and Galloway, en Écosse.